# Ten Novels and Their Authors
Ten Novels and Their Authors (Dix romans et leurs auteurs) est un essai et une œuvre de critique littéraire publiés en 1954 par William Somerset Maugham. L'auteur y a rassemblé les dix romanciers et les dix romans qu'il considérait comme les plus grands.

## Présentation
L'ouvrage est une compilation d'articles qu'il avait précédemment écrits pour le magazine Redbook (« Livre rouge »). Les romans traités dans ces articles sont :
1. Histoire de Tom Jones, enfant trouvé, d'Henry Fielding ;
2. Orgueil et Préjugés, de Jane Austen ;
3. Le Rouge et le Noir, de Stendhal ;
4. Le Père Goriot, d'Honoré de Balzac ;
5. David Copperfield, de Charles Dickens ;
6. Madame Bovary, de Gustave Flaubert ;
7. Moby Dick, d'Herman Melville ;
8. Les Hauts de Hurlevent, d'Emily Brontë ;
9. Les Frères Karamazov, de Fiodor Dostoïevski ;
10. Guerre et Paix, de Léon Tolstoï.